# وانه تا (فلوریدا)
وانه تا (به انگلیسی: Wahneta) یک منطقهٔ مسکونی در ایالات متحده آمریکا است که در شهرستان پولک، فلوریدا واقع شده‌است. وانه تا ۶٫۳ کیلومتر مربع مساحت و ۴٬۷۳۱ نفر جمعیت دارد و ۴۰ متر بالاتر از سطح دریا واقع شده‌است.